# Шигалі (Батиревський район)
Шигалі́ (рос. Шигали, чув. Шăхаль) — виселок у складі Батиревського району Чувашії, Росія. Входить до складу Бікшицького сільського поселення.
Населення — 42 особи (2010; 42 у 2002).
Національний склад:
- чуваші — 100 %